# Aeroportul Fitiuta
Aeroportul Fitiuta (IATA: FTI, ICAO: NSFQ, FAA LID: FAQ) este un aeroport din Manuʻa District⁠(d), Samoa Americană, Statele Unite ale Americii ce deservește zona Fitiuta, American Samoa⁠(d). Aeroportul a fost tranzitat în 2019 de 2.296 de pasageri.
Situat la o altitudine de 3 m, aeroportul dispune de 1 pistă.

## Infrastructură

### Piste
Aeroportul dispune de o singură pistă. Pista 12/30 are suprafața de beton și dimensiunile 2.350 picioare × 75 picioare. 